# Sonia Robertson
Sonia Robertson (Burnham Market, 2 de junho de 1947) é uma jogadora hóquei sobre a grama zimbabuana, campeã olímpica.

## Carreira
Robertson integrou a Seleção Zimbabuana de Hóquei sobre a grama feminino nos Jogos Olímpicos de Verão de 1980 em Moscou, quando conquistou a medalha de ouro ao se consagrar campeã após finalizar as cinco rodadas da disputa em primeiro lugar, com nove pontos. Sua irmã gêmea idêntica, Sandra Chick, foi uma de suas companheiras de time, e ambas tornaram-se as primeiras gêmeas medalhistas de ouro no hóquei.